# Jonathan Rommelmann
Jonathan Rommelmann, född 18 december 1994, är en tysk roddare.

## Karriär
Vid olympiska sommarspelen 2020 i Tokyo tog Rommelmann silver tillsammans med Jason Osborne i lättvikts-dubbelsculler.